# Liste der Nummer-eins-Hits in Irland (1995)
Dies ist eine Liste der Nummer-eins-Hits in Irland im Jahr 1995. Sie basiert auf den offiziellen Singlecharts in Irland, die im Auftrag der Irish Recorded Music Association (IRMA) erstellt werden. Es gab in diesem Jahr 18 Nummer-eins-Singles und 19 Nummer-eins-Alben.

## Singles
| ← 1994 ← | Liste der Nummer-eins-Hits in Irland | Liste der Nummer-eins-Hits in Irland | Liste der Nummer-eins-Hits in Irland | 1996 →                    |
| \| Zeitraum \| Wo. ges. \| Interpret \| Titel Autor(en) \| Zusätzliche Informationen \| \| (Zeitraum, Wochen auf Platz eins, Interpret, Titel, Autor[en], zusätzliche Informationen) \| \| \| \| \| \| ----------------------------------------------------------------------------------------- \| -------- \| ------------------ \| ------------------------------------------------------------------------------------------------------------------------------------------------------------------------------------------------ \| ------------------------- \| \| 16. Dezember 1994 – 6. Januar 1995 3 Wochen \| 3 \| East 17 \| Stay Another Day Anthony Michael Mortimer, Dominic Julian Hawken, Robert James Kean \| – \| \| 7. Januar 1995 – 13. Januar 1995 1 Woche (insgesamt 5) \| 5 \| Boyzone \| Love Me for a Reason Johnny Bristol, Wade Brown junior, David Henry Jones junior \| – \| \| 14. Januar 1995 – 17. März 1995 9 Wochen \| 9 \| Céline Dion \| Think Twice Andrew Gerard Hill, Peter John Sinfield \| – \| \| 18. März 1995 – 24. März 1995 1 Woche \| 1 \| Outhere Brothers \| Don’t Stop (Wiggle Wiggle) Lamar Hula Mahone, Craig Bryon Simpkins, Keith D. Mayberry, Diego Abaribi \| – \| \| 25. März 1995 – 14. April 1995 3 Wochen \| 3 \| Take That \| Back for Good Gary Barlow \| – \| \| 15. April 1995 – 19. Mai 1995 5 Wochen \| 5 \| Boyzone \| Key to My Life Martin Sean Brannigan, Ronan Patrick John Keating, Raymond George Hedges, Stephen Patrick David Gately, Michael Christopher Charles Graham \| – \| \| 20. Mai 1995 – 2. Juni 1995 2 Wochen \| 2 \| Scatman John \| Scatman (Ski-Ba-Bop-Ba-Dop-Bop) Antonio Nunzio Catania, John Paul Larkin \| – \| \| 3. Juni 1995 – 23. Juni 1995 3 Wochen \| 3 \| U2 \| Hold Me, Thrill Me, Kiss Me, Kill Me Paul David Hewson, David Evans, Larry Mullen, Adam Clayton \| – \| \| 24. Juni 1995 – 21. Juli 1995 4 Wochen \| 4 \| Scatman John \| Scatman’s World Antonio Nunzio Catania, John Paul Larkin \| – \| \| 22. Juli 1995 – 28. Juli 1995 1 Woche \| 1 \| Take That \| Never Forget Gary Barlow \| – \| \| 29. Juli 1995 – 11. August 1995 2 Wochen \| 2 \| Boyzone \| So Good Martin Sean Brannigan, Ronan Patrick John Keating, Raymond George Hedges, Keith Peter Thomas Francis Julian John Duffy, Stephen Patrick David Gately, Michael Christopher Charles Graham \| – \| \| 12. August 1995 – 15. September 1995 5 Wochen \| 5 \| Blur \| Country House Damon Albarn, Graham Coxon, Steven Alexander James, David Alexander De Horne Rowntree \| – \| \| 16. September 1995 – 22. September 1995 1 Woche \| 1 \| Michael Jackson \| You Are Not Alone Eddy van Passel, Danny van Passel, Robert S. Kelly \| – \| \| 23. September 1995 – 29. September 1995 1 Woche (insgesamt 3) \| 3 \| Shaggy \| Boombastic Orville Burrell, Robert McDonald Livingstone, King Floyd III \| – \| \| 30. September 1995 – 6. Oktober 1995 1 Woche \| 1 \| Simply Red \| Fairground Mick Hucknall \| – \| \| 7. Oktober 1995 – 20. Oktober 1995 2 Wochen (insgesamt 3) \| 3 \| Shaggy \| Boombastic Orville Burrell, Robert McDonald Livingstone, King Floyd III \| – \| \| 21. Oktober 1995 – 28. Oktober 1995 1 Woche \| 1 \| Def Leppard \| When Love & Hate Collide Joe Elliott, Richard Savage \| – \| \| 29. Oktober 1995 – 24. November 1995 4 Wochen \| 4 \| Coolio feat. L. V. \| Gangsta’s Paradise Stevie Wonder, Artis L. Ivey Jr., Douglas B. Rasheed, Larry James Sanders \| – \| \| 25. Dezember 1995 – 5. Januar 1996 1 Woche \| 1 \| Boyzone \| Father and Son Yusuf Islam \| – \| |                                      |                                      | |                           |
| ← 1994 |                                      |                                      | | → 1996 →                  |
| Zeitraum | Wo. ges.                             | Interpret                            | Titel Autor(en) | Zusätzliche Informationen |
| (Zeitraum, Wochen auf Platz eins, Interpret, Titel, Autor[en], zusätzliche Informationen) |                                      |                                      | |                           |
| 16. Dezember 1994 – 6. Januar 1995 3 Wochen | 3                                    | East 17                              | Stay Another Day Anthony Michael Mortimer, Dominic Julian Hawken, Robert James Kean | –                         |
| 7. Januar 1995 – 13. Januar 1995 1 Woche (insgesamt 5) | 5                                    | Boyzone                              | Love Me for a Reason Johnny Bristol, Wade Brown junior, David Henry Jones junior | –                         |
| 14. Januar 1995 – 17. März 1995 9 Wochen | 9                                    | Céline Dion                          | Think Twice Andrew Gerard Hill, Peter John Sinfield | –                         |
| 18. März 1995 – 24. März 1995 1 Woche | 1                                    | Outhere Brothers                     | Don’t Stop (Wiggle Wiggle) Lamar Hula Mahone, Craig Bryon Simpkins, Keith D. Mayberry, Diego Abaribi                                                                                             | –                         |
| 25. März 1995 – 14. April 1995 3 Wochen | 3                                    | Take That                            | Back for Good Gary Barlow | –                         |
| 15. April 1995 – 19. Mai 1995 5 Wochen | 5                                    | Boyzone                              | Key to My Life Martin Sean Brannigan, Ronan Patrick John Keating, Raymond George Hedges, Stephen Patrick David Gately, Michael Christopher Charles Graham                                        | –                         |
| 20. Mai 1995 – 2. Juni 1995 2 Wochen | 2                                    | Scatman John                         | Scatman (Ski-Ba-Bop-Ba-Dop-Bop) Antonio Nunzio Catania, John Paul Larkin | –                         |
| 3. Juni 1995 – 23. Juni 1995 3 Wochen | 3                                    | U2                                   | Hold Me, Thrill Me, Kiss Me, Kill Me Paul David Hewson, David Evans, Larry Mullen, Adam Clayton                                                                                                  | –                         |
| 24. Juni 1995 – 21. Juli 1995 4 Wochen | 4                                    | Scatman John                         | Scatman’s World Antonio Nunzio Catania, John Paul Larkin | –                         |
| 22. Juli 1995 – 28. Juli 1995 1 Woche | 1                                    | Take That                            | Never Forget Gary Barlow | –                         |
| 29. Juli 1995 – 11. August 1995 2 Wochen | 2                                    | Boyzone                              | So Good Martin Sean Brannigan, Ronan Patrick John Keating, Raymond George Hedges, Keith Peter Thomas Francis Julian John Duffy, Stephen Patrick David Gately, Michael Christopher Charles Graham | –                         |
| 12. August 1995 – 15. September 1995 5 Wochen | 5                                    | Blur                                 | Country House Damon Albarn, Graham Coxon, Steven Alexander James, David Alexander De Horne Rowntree                                                                                              | –                         |
| 16. September 1995 – 22. September 1995 1 Woche | 1                                    | Michael Jackson                      | You Are Not Alone Eddy van Passel, Danny van Passel, Robert S. Kelly | –                         |
| 23. September 1995 – 29. September 1995 1 Woche (insgesamt 3) | 3                                    | Shaggy                               | Boombastic Orville Burrell, Robert McDonald Livingstone, King Floyd III | –                         |
| 30. September 1995 – 6. Oktober 1995 1 Woche | 1                                    | Simply Red                           | Fairground Mick Hucknall | –                         |
| 7. Oktober 1995 – 20. Oktober 1995 2 Wochen (insgesamt 3) | 3                                    | Shaggy                               | Boombastic Orville Burrell, Robert McDonald Livingstone, King Floyd III | –                         |
| 21. Oktober 1995 – 28. Oktober 1995 1 Woche | 1                                    | Def Leppard                          | When Love & Hate Collide Joe Elliott, Richard Savage | –                         |
| 29. Oktober 1995 – 24. November 1995 4 Wochen | 4                                    | Coolio feat. L. V.                   | Gangsta’s Paradise Stevie Wonder, Artis L. Ivey Jr., Douglas B. Rasheed, Larry James Sanders | –                         |
| 25. Dezember 1995 – 5. Januar 1996 1 Woche | 1                                    | Boyzone                              | Father and Son Yusuf Islam | –                         |

## Alben
| ← 1994 ← | Liste der Nummer-eins-Hits in Irland | Liste der Nummer-eins-Hits in Irland | Liste der Nummer-eins-Hits in Irland      | 1996 →                    |
| \| Zeitraum \| Wo. ges. \| Interpret \| Titel \| Zusätzliche Informationen \| \| (Zeitraum, Wochen auf Platz eins, Interpret, Titel, zusätzliche Informationen) \| \| \| \| \| \| ------------------------------------------------------------------------------ \| -------- \| -------------------------- \| ----------------------------------------- \| ------------------------- \| \| 15. Dezember 1994 – 27. Januar 1995 6 Wochen (insgesamt 9) \| 9 \| Garth Brooks \| The Hits \| – \| \| 28. Januar 1995 – 22. Februar 1995 4 Wochen \| 4 \| Charlie Landsborough \| What Colour Is the Wind \| – \| \| 23. Februar 1995 – 1. März 1995 1 Woche (insgesamt 4) \| 4 \| Céline Dion \| The Colour of My Love \| – \| \| 2. März 1995 – 29. März 1995 4 Wochen \| 4 \| Bruce Springsteen \| Greatest Hits \| – \| \| 30. März 1995 – 19. April 1995 3 Wochen (insgesamt 9) \| 9 \| Garth Brooks \| The Hits \| – \| \| 20. April 1996 – 3. Mai 1996 2 Wochen \| 2 \| (Verschiedene Interpreten) \| Now That’s What I Call Music 30 \| – \| \| 4. Mai 1995 – 17. Mai 1995 2 Wochen \| 2 \| Take That \| Nobody Else \| – \| \| 18. Mai 1995 – 24. Mai 1995 1 Woche (insgesamt 4) \| 4 \| Céline Dion \| The Colour of My Love \| – \| \| 25. Mai 1995 – 31. Mai 1995 1 Woche \| 1 \| (Verschiedene Interpreten) \| On a Dance Tip 2 \| – \| \| 1. Juni 1995 – 14. Juni 1995 2 Wochen (insgesamt 4) \| 4 \| Céline Dion \| The Colour of My Love \| – \| \| 15. Juni 1995 – 21. Juni 1995 1 Woche \| 1 \| Van Morrison \| Days Like This \| – \| \| 22. Juni 1995 – 5. Juli 1995 2 Wochen \| 2 \| Michael Jackson \| HIStory – Past, Present and Future Book I \| – \| \| 6. Juli 1995 – 2. August 1995 4 Wochen \| 4 \| Bon Jovi \| These Days \| – \| \| 3. August 1995 – 16. August 1995 2 Wochen \| 2 \| (Verschiedene Interpreten) \| Now That’s What I Call Music 31 \| – \| \| 17. August 1995 – 23. August 1995 1 Woche \| 1 \| Mary Black \| Circus \| – \| \| 24. August 1995 – 13. September 1995 3 Wochen \| 3 \| Boyzone \| Said and Done \| – \| \| 14. September 1995 – 4. Oktober 1995 3 Wochen \| 3 \| Blur \| The Great Escape \| – \| \| 5. Oktober 1995 – 11. Oktober 1995 1 Woche (insgesamt 20) \| 20 \| Oasis \| (What’s the Story) Morning Glory? \| – \| \| 12. Oktober 1995 – 25. Oktober 1995 2 Wochen \| 2 \| Simply Red \| Life \| – \| \| 26. Oktober 1995 – 1. November 1995 1 Woche \| 1 \| Def Leppard \| Vault: Def Leppard Greatest Hits \| – \| \| 2. November 1995 – 22. November 1996 3 Wochen (insgesamt 20) \| 20 \| Oasis \| (What’s the Story) Morning Glory \| – \| \| 23. November 1995 – 6. Dezember 1995 2 Wochen \| 2 \| Garth Brooks \| Fresh Horses \| – \| \| 7. Dezember 1995 – 13. Dezember 1995 1 Woche \| 1 \| Robson & Jerome \| Robson & Jerome \| – \| \| 14. Dezember 1995 – 27. März 1996 15 Wochen (insgesamt 20) \| 20 \| Oasis \| (What’s the Story) Morning Glory \| – \| |                                      |                                      |                                           |                           |
| ← 1994 |                                      |                                      |                                           | → 1996 →                  |
| Zeitraum | Wo. ges.                             | Interpret                            | Titel                                     | Zusätzliche Informationen |
| (Zeitraum, Wochen auf Platz eins, Interpret, Titel, zusätzliche Informationen) |                                      |                                      |                                           |                           |
| 15. Dezember 1994 – 27. Januar 1995 6 Wochen (insgesamt 9) | 9                                    | Garth Brooks                         | The Hits                                  | –                         |
| 28. Januar 1995 – 22. Februar 1995 4 Wochen | 4                                    | Charlie Landsborough                 | What Colour Is the Wind                   | –                         |
| 23. Februar 1995 – 1. März 1995 1 Woche (insgesamt 4) | 4                                    | Céline Dion                          | The Colour of My Love                     | –                         |
| 2. März 1995 – 29. März 1995 4 Wochen | 4                                    | Bruce Springsteen                    | Greatest Hits                             | –                         |
| 30. März 1995 – 19. April 1995 3 Wochen (insgesamt 9) | 9                                    | Garth Brooks                         | The Hits                                  | –                         |
| 20. April 1996 – 3. Mai 1996 2 Wochen | 2                                    | (Verschiedene Interpreten)           | Now That’s What I Call Music 30           | –                         |
| 4. Mai 1995 – 17. Mai 1995 2 Wochen | 2                                    | Take That                            | Nobody Else                               | –                         |
| 18. Mai 1995 – 24. Mai 1995 1 Woche (insgesamt 4) | 4                                    | Céline Dion                          | The Colour of My Love                     | –                         |
| 25. Mai 1995 – 31. Mai 1995 1 Woche | 1                                    | (Verschiedene Interpreten)           | On a Dance Tip 2                          | –                         |
| 1. Juni 1995 – 14. Juni 1995 2 Wochen (insgesamt 4) | 4                                    | Céline Dion                          | The Colour of My Love                     | –                         |
| 15. Juni 1995 – 21. Juni 1995 1 Woche | 1                                    | Van Morrison                         | Days Like This                            | –                         |
| 22. Juni 1995 – 5. Juli 1995 2 Wochen | 2                                    | Michael Jackson                      | HIStory – Past, Present and Future Book I | –                         |
| 6. Juli 1995 – 2. August 1995 4 Wochen | 4                                    | Bon Jovi                             | These Days                                | –                         |
| 3. August 1995 – 16. August 1995 2 Wochen | 2                                    | (Verschiedene Interpreten)           | Now That’s What I Call Music 31           | –                         |
| 17. August 1995 – 23. August 1995 1 Woche | 1                                    | Mary Black                           | Circus                                    | –                         |
| 24. August 1995 – 13. September 1995 3 Wochen | 3                                    | Boyzone                              | Said and Done                             | –                         |
| 14. September 1995 – 4. Oktober 1995 3 Wochen | 3                                    | Blur                                 | The Great Escape                          | –                         |
| 5. Oktober 1995 – 11. Oktober 1995 1 Woche (insgesamt 20) | 20                                   | Oasis                                | (What’s the Story) Morning Glory?         | –                         |
| 12. Oktober 1995 – 25. Oktober 1995 2 Wochen | 2                                    | Simply Red                           | Life                                      | –                         |
| 26. Oktober 1995 – 1. November 1995 1 Woche | 1                                    | Def Leppard                          | Vault: Def Leppard Greatest Hits          | –                         |
| 2. November 1995 – 22. November 1996 3 Wochen (insgesamt 20) | 20                                   | Oasis                                | (What’s the Story) Morning Glory          | –                         |
| 23. November 1995 – 6. Dezember 1995 2 Wochen | 2                                    | Garth Brooks                         | Fresh Horses                              | –                         |
| 7. Dezember 1995 – 13. Dezember 1995 1 Woche | 1                                    | Robson & Jerome                      | Robson & Jerome                           | –                         |
| 14. Dezember 1995 – 27. März 1996 15 Wochen (insgesamt 20) | 20                                   | Oasis                                | (What’s the Story) Morning Glory          | –                         |